# ماوريتسيو تشيريزولي
ماوريتسيو تشيريزولي (بالإيطالية: Maurizio Ceresoli)‏ هو سائق سباق إيطالي، ولد في 25 مايو 1983 في مودينا في إيطاليا.

## روابط خارجية
- ماوريتسيو تشيريزولي على موقع DriverDB.com (الإنجليزية)